# Great British Railways

Logo van British Rail, beoogd voor Great British Railways. Het logo wordt gebruikt door het Great British Railways Transition Team.

Great British Railways is een gepland Brits staatsbedrijf dat beoogd is als eigenaar van de spoorinfrastructuur in het Verenigd Koninkrijk en de exploitant van het overgrote deel van het personenvervoer per spoor in het Verenigd Koninkrijk. Dit betekent, voor het personenvervoer, een terugkeer naar de situatie van voor de privatisering van de Britse spoorwegen. Een aantal vervoerders is hiervan uitgezonderd, zoals Transport for London en Merseyrail. Ook de spoorwegen in Noord-Ierland vallen buiten dit project: die zijn steeds in overheidshanden geweest.

## Achtergrond
De hernationalisatie werd aangekondigd in een beleidsdocument getiteld Great British Railways: Williams-Shapps plan for rail, gepubliceerd in mei 2021.
Bij de privatisering van de Britse spoorwegen, onder de Railways Act 1993, was reeds voorzien dat de kans bestond dat een private spoorwegmaatschappij gedurende de looptijd van het exploitatiecontract ("franchises") niet meer in staat zou zijn aan zijn verplichtingen te voldoen. In een dergelijke situatie was de overheid gehouden de exploitatie over te nemen tot het einde van de looptijd. Dit heeft zich meerdere keren voorgedaan. De feitelijke exploitatie werd dan veelal uitgevoerd door een andere onderneming, in opdracht van de betrokken overheid.
Great British Railways zal op een (op een in eind 2024 nog te bepalen) later tijdstip de infrastructuur overnemen van de huidige eigenaar Network Rail. De overgang van de eigendom en het beheer van het rollend materieel vindt gefaseerd plaats, bij de expiratie van de lopende exploitatiecontracten. 
De start van Great British Railways als feitelijke uitvoerder van treindiensten is nog niet bekend. Vooruitlopend op de juridische start ervan is een organisatie geheten Shadow Great British Railways opgericht, belast met de voorbereiding.
Het hoofdkantoor zal worden gevestigd in Derby. Het "historische" British Rail-logo zal worden gebruikt. De wettelijke basis voor de nieuwe organisatie werd op 28 november 2024 gelegd met de Passenger Railway Services (Public Ownership) Act 2024.
Tevens is een organisatie geheten Great British Railways Transition Team opgericht.